# Почётный гражданин Кёльна

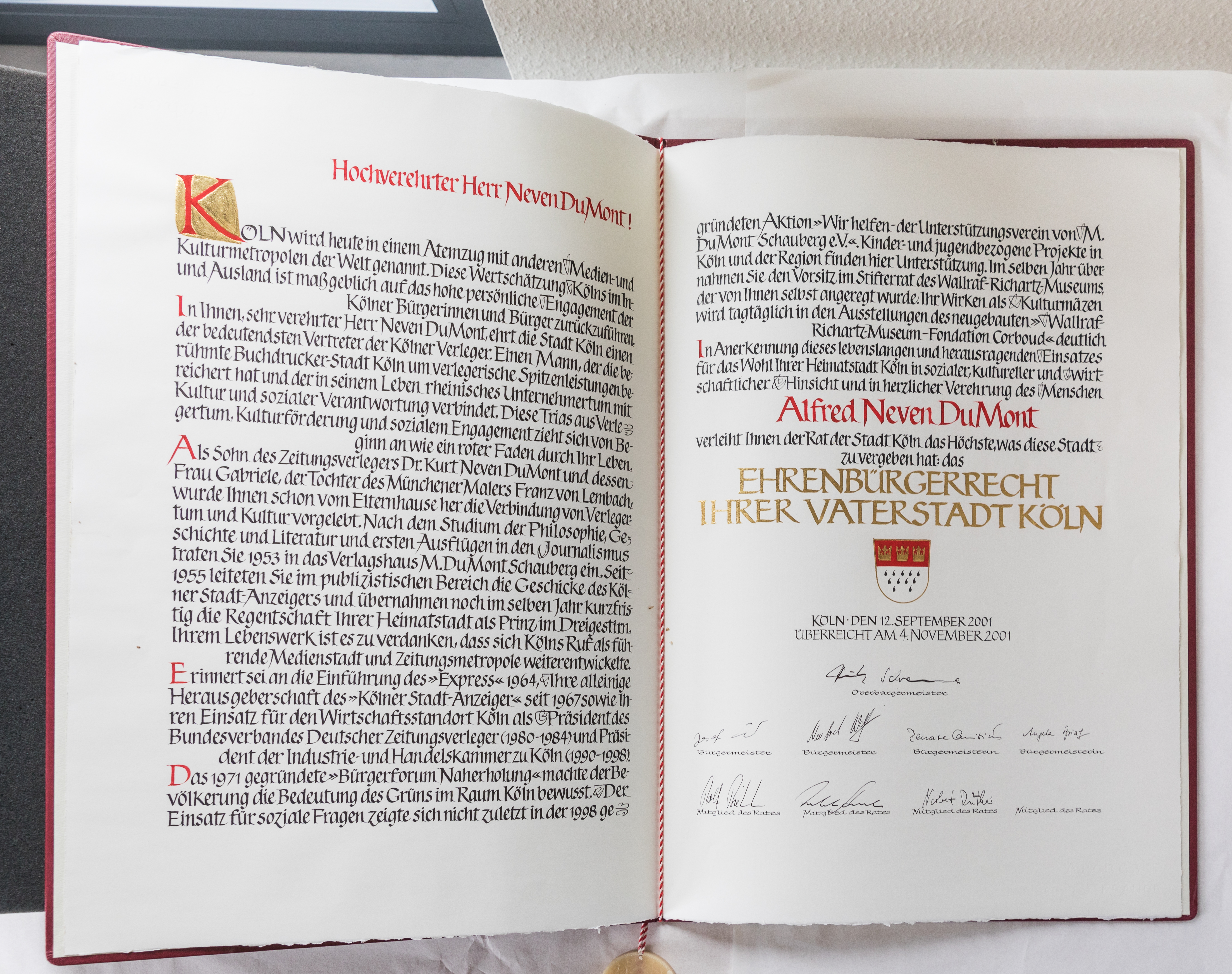
Диплом Альфреда Невена Дюмона в Историческом архиве города Кёльн

Почётный гражданин Кёльна (нем. Ehrenbürger von Köln) — почётное звание, высшее признание заслуг человека перед городом Кёльн.

## История
Звание присваивается с 1856 года. На 2025 год звания удостоены 24 персоны.
Ещё в 1823 году городской совет Кёльна наградил коллекционера произведений искусства Фердинанда Франца Вальрафа дубовым венком в качестве городского знака и вручил ему почётный кубок. Позднее для Вальрафа был придуман термин «архигражданин», который является предшественником почётного гражданства.
В период 1933—1945 год почётными гражданами Кёльна также были Пауль фон Гинденбург, Адольф Гитлер, Герман Геринг, Роберт Лей, Альфред Розенберг и Йозеф Геббельс, основанием для этих присвоений послужил пункт, внесённый в Уложение о городах Германии в 1935 году, согласно которому почётное гражданство могло предоставляться не только за особые заслуги перед городом, но и за общие заслуги перед «народом и государством». На своём заседании 27 апреля 1989 года городской совет единогласно постановил, что решения о предоставлении почётного гражданства, принятые в эпоху нацизма, изначально недействительны (они и не были официально утверждены).

## Список удостоенных звания
Список представлен в алфавитном порядке.
1. Аденауэр, Конрад (1951)
2. Арндт, Эрнст Мориц (1859)
3. Беккер, Вильгельм фон (1905)
4. Бёклер, Ганс (1951)
5. Бёлль, Генрих (1983)
6. Бисмарк, Отто фон (1875)
7. Бурауэн, Тео (1974)
8. Бургер, Норберт (1999)
9. Имхофф, Ганс (2001)
10. Людвиг, Ирене (1995)
11. Людвиг, Петер (1975)
12. Мевиссен, Густав фон (1895)
13. Миллович, Вилли (1989)
14. Мольтке, Хельмут Карл Бернхард фон (1879)
15. Невен Дюмон, Альфред (2001)
16. Невен Дюмон, Хедвиг (2020)
17. Нес Циглер, Йон ван (1991)
18. Рейхеншпергер, Август (1895)
19. Рихтер, Герхард (2007)
20. Стефан, Генрих фон (1895)
21. Хойс, Теодор (1959)
22. Фрингс, Йозеф (1967)
23. Фюрстенберг-Штаммхайм, Франц Эгон фон (1856)
24. Шнютген, Александр (1910)